# Пархимов
Пархи́мов (укр. Пархимів) — село в Козелецком районе Черниговской области Украины. Население 473 человека. Занимает площадь 1,722 км².
Код КОАТУУ: 7422087401. Почтовый индекс: 17042. Телефонный код: +380 4646.

## Власть
Орган местного самоуправления — Пархимовский сельский совет. Почтовый адрес: 17042, Черниговская обл., Козелецкий р-н, с. Пархимов, ул. Ленина, 14.